# Carlo Borer
Carlo Borer (* 23. März 1961 in Solothurn) ist ein Schweizer Künstler und Designer.

## Werk

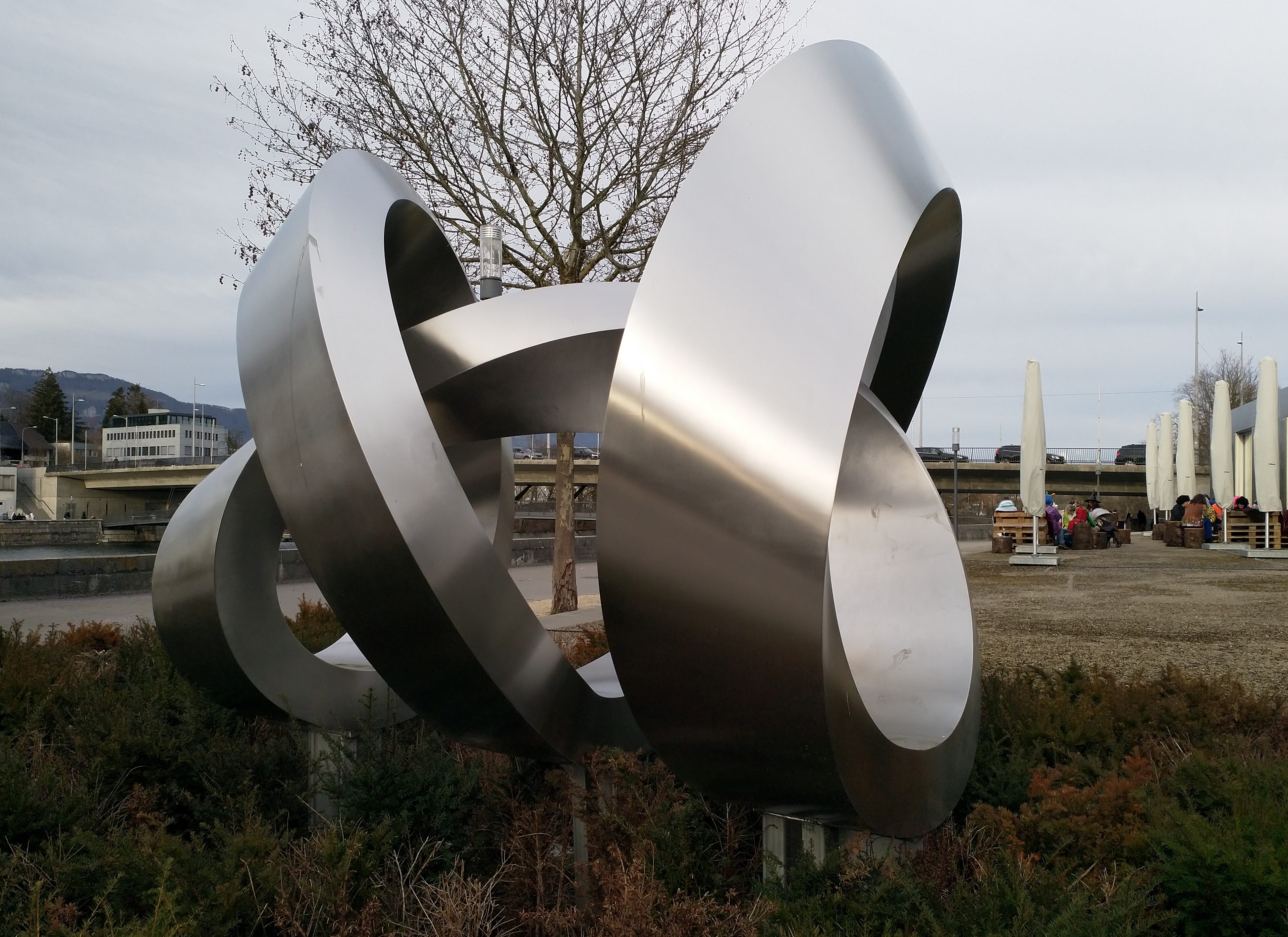
Skulptur «Loop» (Werk Nr. 424, 2012) am Kreuzackerplatz in Solothurn

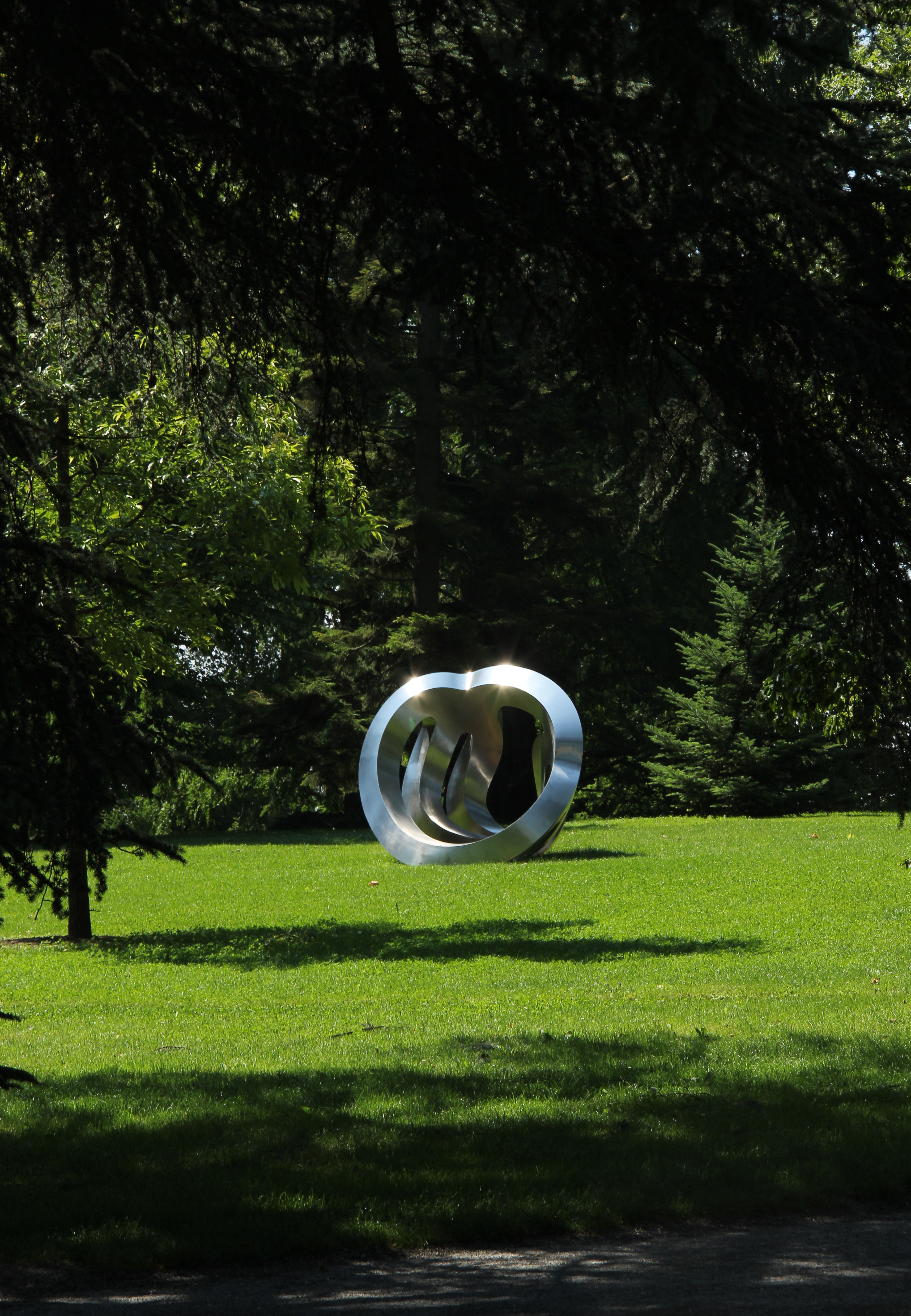
Skulptur im Arboretum der Insel Mainau

Carlo Borer ist als Künstler bewusster Autodidakt. Seit 1981 arbeitet er freischaffend. Er begann mit gegenständlicher Malerei, Zeichnungen und dreidimensionalen Arbeiten aus Polyester und elektrischem Licht. Ab 1991 baut er Objekte aus Chromstahl oder Aluminium und seit 1999 entwirft, entwickelt und konstruiert er per 3D-CAD Skulpturen, Plastiken, Installationen, Möbel- oder Gebrauchsobjekte, wie etwa Espresso-Maschinen, Ventilatoren und Briefkästen.
Mit dem Laser werden die Formen aus Blech geschnitten, gerundet und verschweisst. Die so entstandenen Werke betitelt Borer als Transformatoren, Loops oder Clouds. Für seine No Readymades und Spaceships lässt sich Borer zwar von Fundstücken inspirieren, kreiert die Werke aber durch weiterentwickelte CAD-Systeme als komplexe Formen in der virtuellen Realität.
Carlo Borer lebt in Wanzwil und hat ein Atelier in Zuchwil.

## Auszeichnungen
- 1989: Werkjahrbeitrag des Kantons Solothurn
- 1991: Publikumspreis der 7. Kantonalen Weihnachtsausstellung der Solothurner Künstlerinnen und Künstler
- 2008: Preis für Objekt Kunst des Kantons Solothurn
- 2010: Anerkennungspreis der Regio Bank Solothurn

## Ausstellungen (Auswahl)
- 1990: Kunstmuseum Solothurn, Solothurn
- 1997: BHG Gallery, Los Angeles – Sinking Cities
- 2004: Stadt Solothurn – The Big Loop
- 2009: 4. Schweizerische Triennale der Skulptur, in Bad Ragaz und Vaduz
- 2010: art station, Zürich – 2structures
- 2010: Stiftung Skulptur Urschweiz, Ennetbürgen-Luzern
- 2010: BeGe Galerien, Ulm
- 2010: NordArt in Büdelsdorf[3]
- 2011: NordArt in Büdelsdorf[4]
- 2011: Forum Würth Chur, Chur – Thinking Shape

## Skulpturen im öffentlichen Raum (Auswahl)
- 2002: Objekt Nr. 333, Saint-Blaise NE, im Bootshafen[5]
- 2007: Objekt Nr. 397, Ennetbüren-Luzern[6]
- 2009: Objekt Nr. 401, vor der Hilti Foundation in Schaan
- 2011: Objekt Nr. 370, Forum Würth Chur